# Martin (Slovaquie)
Pour les articles homonymes, voir Martín.
Martin (slovaque : Turčiansky Svätý Martin avant 1950, allemand : Turz-Sankt Martin, hongrois : Turócszentmárton) est une ville de la région de Žilina en Slovaquie, à 30 km au sud-est de Žilina. Sa population est de 59 200 habitants. La ville est entourée des montagnes Velká Fatra (Grande) et Malá Fatra (Petite). Elles atteignent jusqu'à 1 500 mètres et sont recherchées par les touristes.

## Histoire
La plus ancienne mention de Martin remonte à 1264 sous le nom hongrois de Zenthmarton et latin Vila Sancti Martini. Son nom historique complet se traduit en français comme Saint-Martin de Turiec.
Elle reçoit les privilèges de ville libre en 1340 mais au XVe siècle, elle est dévastée par trois tremblements de terre ainsi qu'une épidémie de peste en 1452.
En 1848, lors des semaines révolutionnaires, le mouvement indépendantiste se cristallise à Martin et une assemblée destinée à la protection de la culture slovaque y est fondée. Y est alors rédigé le Mémorandum de la nation slovaque qui ne prend toute sa portée qu'en 1918. Cette année-là y est alors signée la déclaration présidant à la création de l’État binational tchécoslovaque.

## Démographie

### Évolution de la population
| Année:               | 1994.  | 2004.   | 2014.   | 2024.    |
| -------------------- | ------ | ------- | ------- | -------- |
| Nombre de personnes: | 60 511 | 59 449  | 56 053  | 50 346   |
| Différence:          |        | -1,75 % | -5,71 % | -10,18 % |

| Année:               | 2023.  | 2024.   |
| -------------------- | ------ | ------- |
| Nombre de personnes: | 50 629 | 50 346  |
| Différence:          |        | -0,55 % |

## Économie
Le groupe allemand Volkswagen AG y produit des boîtes de vitesses et des éléments de châssis.

## Célébrités

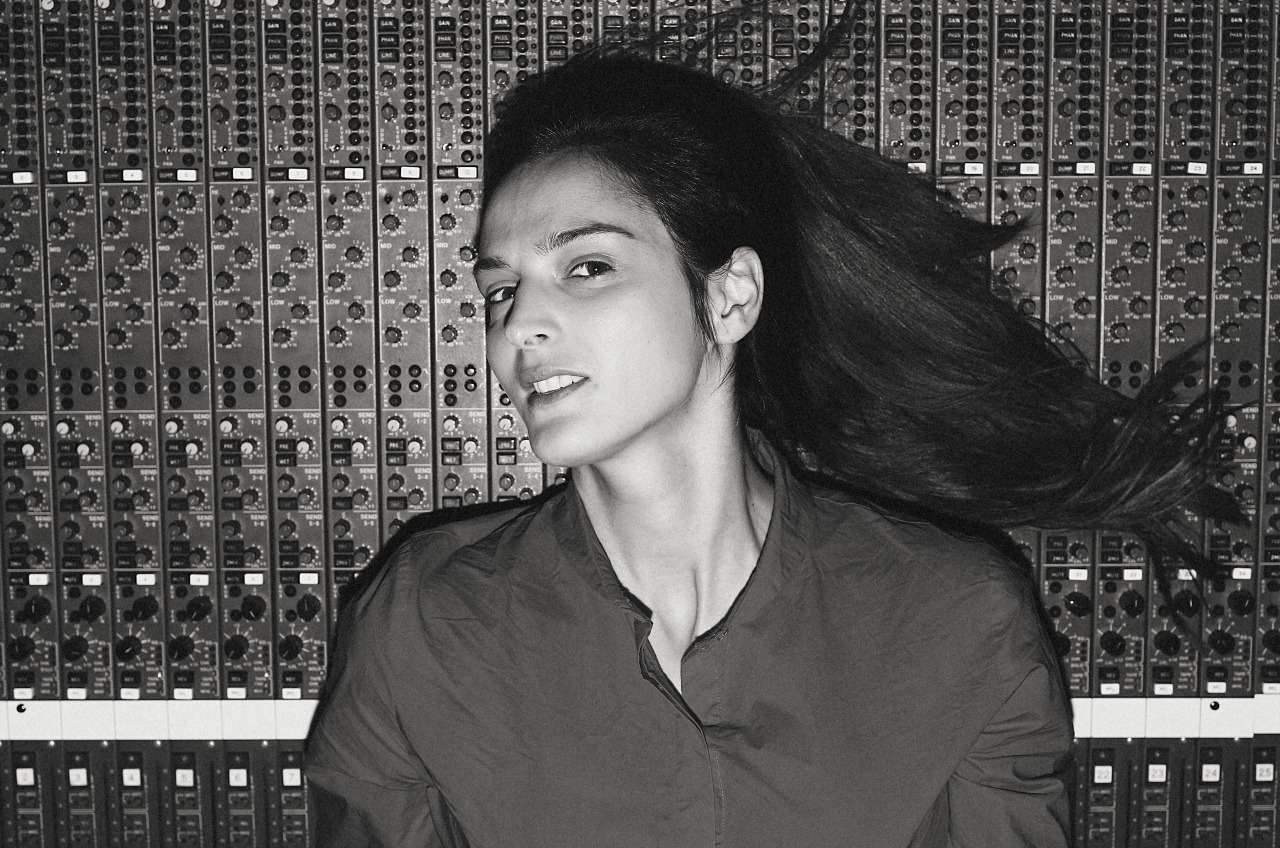
Jana Kirschner est née à Martin.

- Lucia Klocová (née en 1983), athlète
- Róbert Švehla (né en 1969), ancien joueur de hockey
- Paula Voit (1857-1940), mère du compositeur Béla Bartók
- Jana Kirschner, chanteuse.
- Barbora Bobulova, actrice
- Janko Alexy, peintre, a vécu à Martin

## Jumelages
- Bački Petrovac (Serbie)

## Galerie

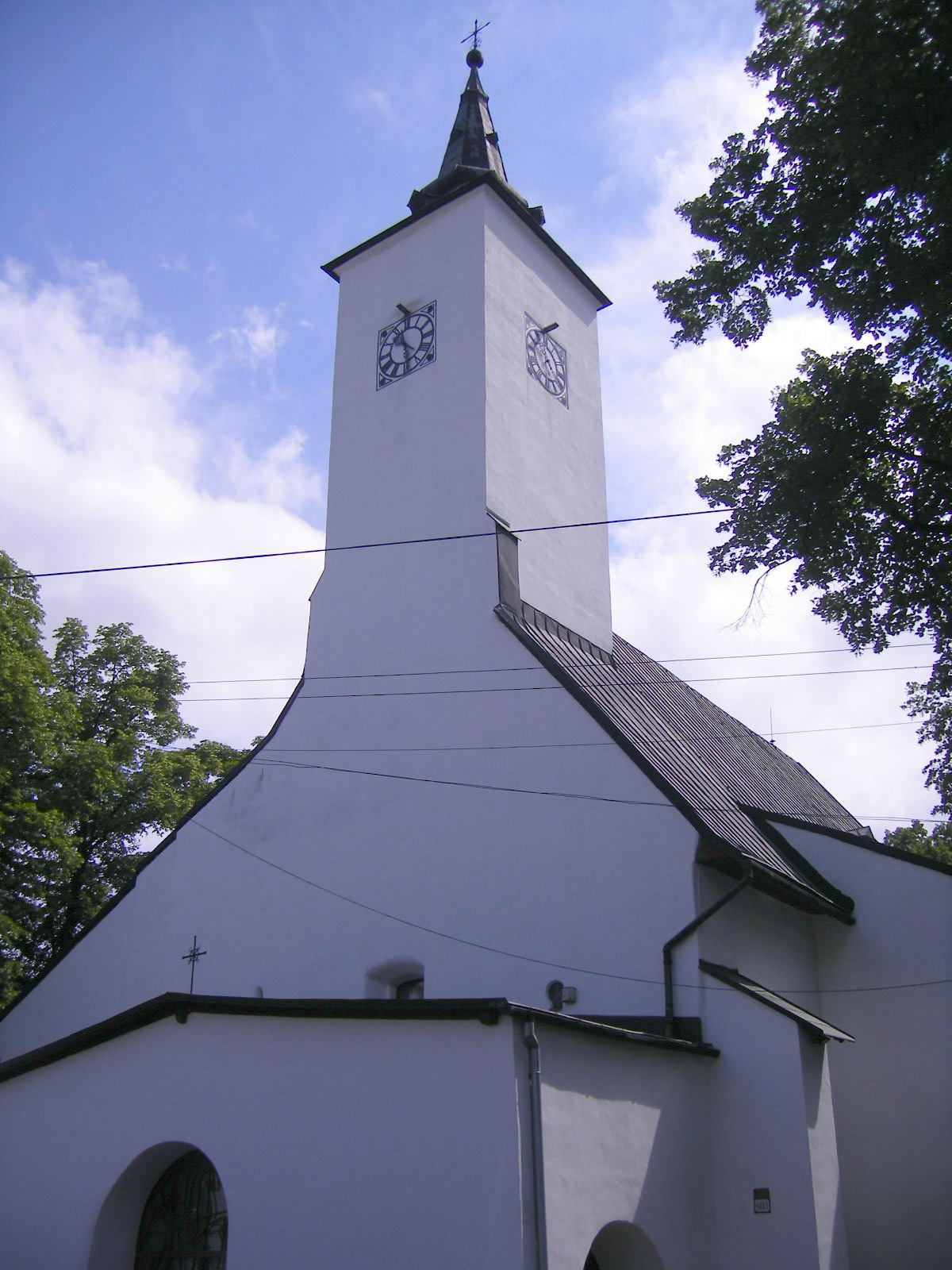
Église Saint-Martin.
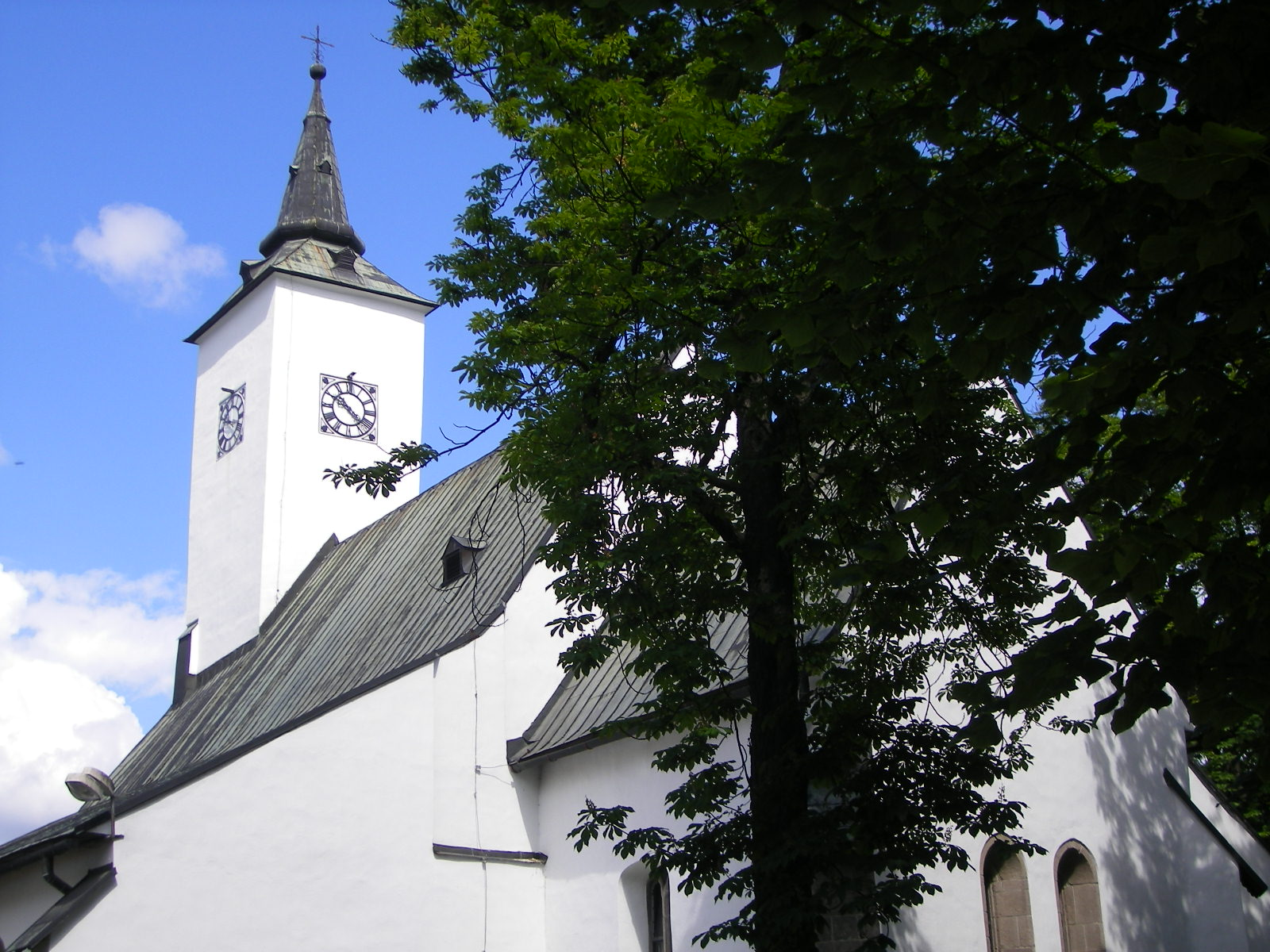
Église Saint-Martin.
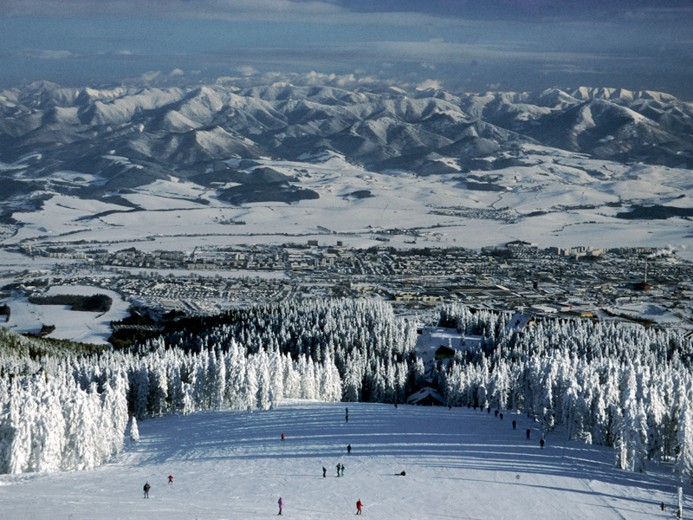
Vue générale vers l'est.
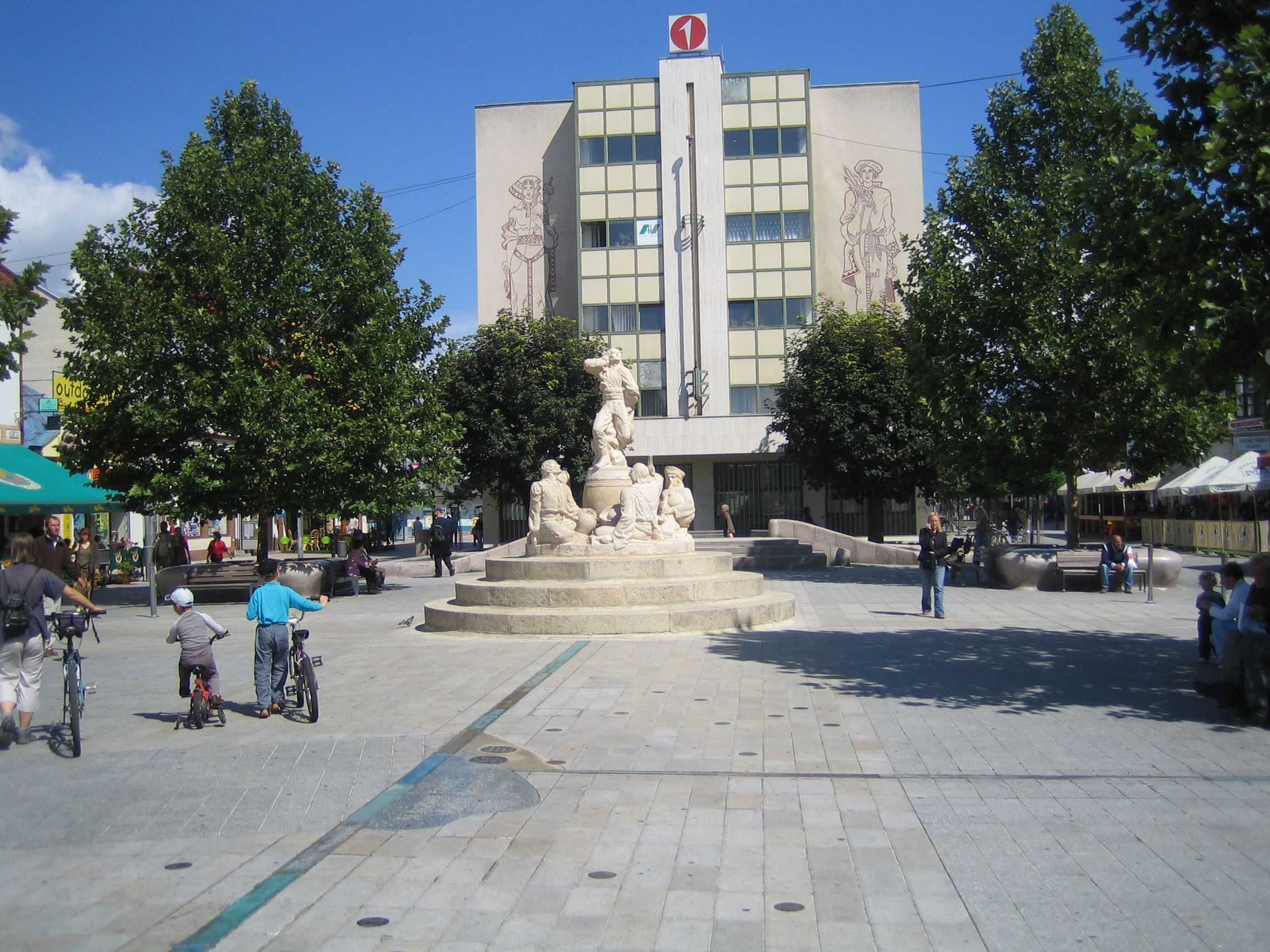
La Place.